# Amt Marbeck-Raesfeld
Das Amt Marbeck-Raesfeld war ein Amt im alten Kreis Borken in Nordrhein-Westfalen. Es war 1938 aus dem Zusammenschluss seiner beiden Vorgängerämter Marbeck und Raesfeld hervorgegangen. Im Rahmen der nordrhein-westfälischen Gebietsreform wurde das Amt zum 1. Juli 1969 aufgelöst.

## Vorgängerämter
Im Rahmen der Einführung der Landgemeindeordnung für die Provinz Westfalen wurde 1844 im alten Kreis Borken aus der Bürgermeisterei Marbeck das Amt Marbeck gebildet. Dem Amt gehörten die sieben Gemeinden Borkenwirthe, Grütlohn, Homer, Hoxfeld, Marbeck, Rhedebrügge und Westenborken an. Im selben Jahr wurde im Kreis Borken auch das Amt Raesfeld gebildet, das nur aus der Gemeinde Raesfeld bestand.

## Geschichte
Nachdem in Westfalen 1934 alle Einzelgemeindeämter aufgehoben worden waren, war die Gemeinde Raesfeld amtsfrei. Am 1. April 1938 wurde sie in das nunmehr Marbeck-Raesfeld genannte Amt Marbeck eingegliedert. Das Amt Marbeck-Raesfeld umfasste acht Gemeinden:
- Borkenwirthe
- Grütlohn
- Homer
- Hoxfeld
- Marbeck
- Raesfeld
- Rhedebrügge
- Westenborken

Das Amt Marbeck-Raesfeld wurde zum 1. Juli 1969 durch das Gesetz zur Neugliederung von Gemeinden des Landkreises Borken aufgelöst. Raesfeld und Homer wurden zur neuen Gemeinde Raesfeld zusammengeschlossen, während Borkenwirthe, Grütlohn, Hoxfeld, Marbeck, Rhedebrügge und Westenborken Teil der neuen Stadt Borken wurden, die auch Rechtsnachfolgerin des Amtes. Raesfeld und Borken gehören seit 1975 zum neuen Kreis Borken.

## Einwohnerentwicklung
| Jahr | Amt Marbeck          | Amt Raesfeld | Quelle |
| ---- | -------------------- | ------------ | ------ |
| 1858 | 4.018                | 1.757        | [ 4 ]  |
| 1871 | 3.756                | 1.755        | [ 5 ]  |
| 1885 | 3.692                | 1.803        | [ 6 ]  |
| 1910 | 4.228                | 2.115        | [ 7 ]  |
|      | Amt Marbeck-Raesfeld |              |        |
| 1939 | 8.169                | 8.169        | [ 8 ]  |
| 1950 | 10.889               | 10.889       | [ 9 ]  |
| 1969 | 12.449               | 12.449       | [ 9 ]  |